# Eugène Capelle
Pour les articles homonymes, voir Capelle.
Eugène Alfred Capelle, né le 18 octobre 1834 à Rouen et mort le 14 septembre 1887 à Asnières-sur-Seine, est un artiste peintre français. 

## Biographie
Fils d'un commerçant, François Michel Capelle, et de Rose Émilie Frontin, Eugène Alfred Capelle naît le 18 octobre 1834 à Rouen.
Il est un élève de Thomas Couture. En 1862, il expose dans sa ville natale une série de toiles pastorales remarquées, figurant des bœufs.
Capelle expose pour la première fois au Salon de Paris de 1863 ; il réside à Mortefontaine (Oise).
C'est au début des années 1860, qu'il rencontre le jeune Laurent Bouvier, peintre et futur céramiste, lequel considère Capelle comme son maître. 
Il expose au Salon régulièrement, de 1864 à 1870, produisant surtout des peintures de paysages normands et des vues de bords de Marne. À partir de 1865, il réside à Chennevières-sur-Marne et son galeriste parisien est Deforge & Carpentier, situé 8 boulevard Montmartre. Il commence à travailler avec Charles-Théodore Sauvageot (1826-1883) et l'architecte Vaudremer, exécutant les fresques de l'église Saint-Pierre-de-Montrouge.
Une lettre à Alfred Canel de 1872 laisse entendre qu'il veut léguer des tableaux au futur musée de Pont-Audemer.
Il revient au Salon de 1875 à 1879, puis au Salon des artistes français, de 1880 à 1882 ; il habite désormais à Asnières. 
Il meurt en son domicile le 14 septembre 1887 à Asnières-sur-Seine.

## Œuvre

### Conservation
- Pont-Audemer, musée Alfred-Canel :
  - Portrait d'une jeune femme brune, huile sur toile.
  - Vieillard, huile sur toile.
  - Digue - Bords de marais, dessin au pastel gras.
  - Sous-bois, dessin.